# مدونة تحصيل الديون العمومية
مدونة تحصيل الديون العمومية المغربية، أو القانون رقم 15.97، هي الإطار القانوني الرئيسي الذي ينظم القواعد والإجراءات المتعلقة باستخلاص ومتابعة الديون المستحقة للدولة والجماعات الترابية وهيئاتها. صدرت المدونة بموجب الظهير الشريف رقم 1.00.175 بتاريخ 3 ماي 2000 بهدف توحيد وتحديث النصوص التشريعية المتفرقة التي كانت تنظم هذا المجال سابقاً، وتحقيق توازن بين صلاحيات الإدارة في استيفاء مواردها المالية وحماية حقوق وضمانات الملزمين.

## النشأة والسياق
قبل صدور المدونة عام 2000، كان تحصيل الديون العمومية يخضع لمجموعة من النصوص المتفرقة، أبرزها ظهير 21 أغسطس 1935. وقد أدى هذا التشتت إلى صعوبات في التطبيق واختلاف في الإجراءات. جاءت المدونة الجديدة في سياق الإصلاحات القانونية والاقتصادية التي شهدها المغرب، بهدف:
- توحيد الإجراءات: جمع كافة القواعد المتعلقة بالتحصيل في نص قانوني واحد.
- تحديث الوسائل القانونية: إدخال آليات جديدة تتناسب مع تطور المعاملات الاقتصادية.
- تعزيز الضمانات: توضيح حقوق المدينين وواجباتهم بشكل دقيق لضمان عدم الشطط في استعمال السلطة.

## نطاق التطبيق
تحدد المدونة بشكل دقيق أنواع الديون التي تخضع لأحكامها، والأشخاص المكلفين بعملية التحصيل.

### الديون المعنية
تشمل الديون العمومية الخاضعة للمدونة بشكل أساسي:
- الضرائب المباشرة والرسوم المماثلة (مثل الضريبة على الدخل، والضريبة على الشركات، ورسم الخدمات الجماعية).
- الرسوم والحقوق الجمركية.
- رسوم التسجيل والتنبر.
- الغرامات والإدانات النقدية الصادرة عن المحاكم.
- أموال التسبيقات والقروض الممنوحة من طرف الدولة.
- مداخيل وأملاك الدولة.
- كل الديون الأخرى التي يعهد بقبضها للمحاسبين العموميين بموجب القوانين والأنظمة الجاري بها العمل.

### الأشخاص المكلفون بالتحصيل
يعود الاختصاص في تحصيل الديون العمومية إلى المحاسبين العموميين المؤهلين لذلك، وعلى رأسهم:
- المحاسبون التابعون لالخزينة العامة للمملكة.
- قباض إدارات الجمارك والضرائب غير المباشرة.
- كتاب الضبط بالمحاكم (فيما يخص الغرامات والإدانات النقدية).

## المبادئ الأساسية
ترتكز المدونة على عدة مبادئ جوهرية:
1. مبدأ الفصل بين الآمر بالصرف والمحاسب: وهو مبدأ أساسي في المالية العمومية المغربية، حيث إن الجهة التي تصدر أمر المداخيل (الآمر بالصرف) ليست هي نفسها التي تقوم بعملية التحصيل (المحاسب).
2. امتياز الخزينة: تتمتع ديون الدولة بامتياز على جميع أموال المدين المنقولة والعقارية، مما يمنحها الأولوية في الاستيفاء على باقي الدائنين (باستثناء بعض الديون ذات الامتياز الخاص كالأجور).
3. الطابع التنفيذي لسندات المداخيل: تعتبر جداول الضرائب والأوامر بالمداخيل سندات تنفيذية يمكن بموجبها مباشرة إجراءات التحصيل الجبري دون الحاجة إلى حكم قضائي.

## إجراءات التحصيل
تتدرج إجراءات التحصيل بين مرحلتين رئيسيتين: الرضائية والجبرية.

### 1. التحصيل الرضائي (Amicable Collection)
هي المرحلة الأولى التي تهدف إلى حث المدين على أداء ما بذمته طواعية. تبدأ هذه المرحلة بإرسال إعلام ضريبي أو أمر بالاستخلاص للمدين، يتضمن طبيعة الدين ومبلغه وتاريخ استحقاقه. يُمنح المدين أجلاً قانونياً للأداء الطوعي لدى صناديق المحاسبين المكلفين بالتحصيل.

### 2. التحصيل الجبري (Forced Collection)
في حالة عدم الأداء بعد انقضاء آجال المرحلة الرضائية، يباشر المحاسب المكلف بالتحصيل إجراءات التحصيل الجبري التي تتسم بطابعها الإلزامي وتتدرج في شدتها كالتالي:
- الإنذار القانوني: وهو آخر إشعار يوجه للمدين قبل الشروع في الحجز.
- الحجز على المنقولات: يتم حجز وبيع الأمتعة والأثاث المنقول للمدين في المزاد العلني لاستخلاص مبلغ الدين.
- الحجز على العقارات: إذا لم تكن المنقولات كافية، يتم الحجز على الممتلكات العقارية للمدين وبيعها.
- الإشعار للغير الحائز (Avis à tiers détenteur - ATD): وهو إجراء فعال يمكن للمحاسب من خلاله حجز المبالغ المستحقة للمدين لدى الأغيار (مثل حجز الأجرة لدى المشغل أو حجز الرصيد البنكي).
- الإكراه البدني: وهو إجراء استثنائي لا يتم اللجوء إليه إلا في حدود ضيقة وبعد استنفاد وسائل التنفيذ الأخرى، ويخضع لشروط صارمة تتعلق بسن المدين وحالته المادية.

## ضمانات المدين
لتحقيق التوازن، منحت المدونة للمدين مجموعة من الضمانات، أبرزها:
- الحق في الإعلام: ضرورة إعلام المدين بالدين المترتب عليه وآجال الأداء.
- الحق في الطعن: يمكن للمدين منازعة الدين أمام الإدارة (طعن إداري) أو أمام القضاء (طعن قضائي).
- التقادم: يسقط الحق في تحصيل الدين بمرور أربع سنوات ميلادية من تاريخ الشروع في تحصيله، مع وجود حالات لقطع ووقف التقادم.
- حماية الأموال غير القابلة للحجز: حدد القانون بعض الممتلكات والمنقولات الضرورية لحياة المدين وأسرته التي لا يمكن حجزها.